# Scatopyrodes angustus
Scatopyrodes angustus är en skalbaggsart som först beskrevs av Taschenberg 1870. Scatopyrodes angustus ingår i släktet Scatopyrodes och familjen långhorningar.
Artens utbredningsområde är:
- Costa Rica.
- Panama.

Inga underarter finns listade i Catalogue of Life.